# Swap walutowy
Swap walutowy (ang. currency swap) – transakcja, w której dwie strony postanawiają wymienić między sobą określone kwoty w różnych walutach na określony czas.
W wyniku zawarcia swapu walutowego następuje wymiana kapitału w jednej walucie na jego równowartość w drugiej walucie przy zastosowaniu kursu zbliżonego do bieżącego kursu rynkowego. W ciągu obowiązywania swapa następują wymiany należnych kwot odsetek w obu walutach. W dacie zapadalności następuje zwrot kapitałów wymienionych przy inicjacji swapa, przy czym wówczas rynkowy kurs walutowy może być zupełnie inny niż wynikający z wymienianych kapitałów.
Wymieniane strumienie odsetkowe w obu walutach mogą być wyznaczane w oparciu o stałe stopy procentowe w obu walutach, zmienne stopy procentowe w obu walutach bądź też stałą stopę procentową w jednej walucie i zmienną w drugiej walucie. Z tego względu swapy walutowe mogą być wykorzystywane jako instrumenty zabezpieczające równocześnie przed ryzykiem stopy procentowej, jak i kursu walutowego.
Szczególnym przypadkiem swapa walutowego jest tak zwany FX-swap. Jest to swap walutowy zawierany zwykle na krótki okres, w którym płatności odsetkowe w każdej z walut są ustalane w oparciu o stałą stopę procentową i rozliczane razem z kapitałem w dacie zapadalności. Z tego względu kwoty wymieniane na początku i na końcu FX swapa nie są równe.